# Stelio Zaganelli
Stelio Zaganelli (Città di Castello, 6 febbraio 1920 – Assisi, 17 gennaio 2011) è stato un politico italiano, sindaco di Perugia dal 1977 al 1980.

## Biografia
Protagonista della vita forense nazionale e della vita politica perugina, si è laureato in diritto aeronautico presso l'Università di Roma. Nel novembre 1941 è stato ufficiale pilota di complemento della 238ª squadra del quinto stormo, partecipando a operazioni di guerra tra il 1942 e il 1943, in Sicilia, Africa settentrionale, Calabria e poi come volontario in Grecia contro le forze tedesche. Rimase gravemente ferito in azione il 24 settembre 1943, ricevendo la medaglia di bronzo al valor militare. Nello stesso anno sposa la dottoressa Maria Teresa Migliorini, dalla quale ha due figli: Corrado, avvocato, e Gioia, docente universitaria.
Ha iniziato la sua attività professionale, a Città di Castello, nell’autunno del 1944 e nel 1947 si è trasferito a Perugia. Numerosi e importanti i processi che lo hanno visto protagonista nel corso della sua attività di penalista. Si segnalano qui i processi per gli omicidi di don Lorenzo Pessina, delle sorelle Morselli, dell’agricoltore Montorsi, per le cosiddette carceri d’oro davanti al tribunale di Roma e per i fatti connessi con la ricostruzione di Ancona. Ha inoltre difeso il senatore Giulio Andreotti davanti alla Corte d’Assise di Perugia, Pacini Battaglia e Domenico Bonifaci nel procedimento Enimont, i rappresentanti Sgr nel processo Federconsorzi, uno dei generali indagati per la strage di Ustica, Cesare Previti nel procedimento a carico degli investigatori che eseguirono le intercettazioni al bar Mandara. Negli anni ’70, a Bologna, è stato parte civile nel processo Nigrisoli che coinvolse, per l’omicidio della moglie, il membro di una notissima dinastia di medici.
Non meno intensa è stata la sua partecipazione alla vita politica. Iscritto al Partito socialista italiano nel 1944, è stato eletto consigliere comunale nel 1975 e ha ricoperto l’incarico di sindaco di Perugia dal 1977 al 1980, periodo in cui, tra l’altro, venne restaurata la sala dei Notari, attuata la ripavimentazione di Corso Vannucci, appaltate le scale mobili della Rocca Paolina e approntato il progetto per il restauro di San Francesco al Prato e l’allestimento dell’auditorium.
Importante è stata anche la sua attività in ambito culturale e sociale. È stato per lunghi anni, fin dal 1972, vice-presidente dell’Associazione Amici della Musica di Perugia. È stato inoltre Presidente del Rotary Club cittadino nel 1985, in coincidenza con il cinquantesimo anniversario della sua fondazione. Sotto il patrocinio del Comune da lui diretto, nel 1980 si è tenuto l’incontro tra Burri e Beuys e, grazie al suo intervento, sono state acquisite dal Comune le lavagne di Beuys.